# Serie A1 1989-1990 (pallamano maschile)
La Serie A1 1989-1990 è stata la 21ª edizione del torneo di primo livello del campionato italiano di pallamano maschile.

Esso venne organizzato dalla Federazione Italiana Giuoco Handball.

Il torneo fu vinto dalla Pallamano Trieste per la 9ª volta nella sua storia.

A retrocedere in serie A2 furono la Pallamano Città Sant'Angelo e la Pallamano Rimini.

## Formula del torneo

### Stagione regolare
Il campionato si svolse tra 12 squadre che si affrontarono in una fase iniziale con la formula del girone unico all'italiana con partite di andata e ritorno.

Per ogni incontro i punti assegnati in classifica sono così determinati:
- due punti per la squadra che vinca l'incontro;
- un punto per il pareggio;
- zero punti per la squadra che perda l'incontro.

Al termine della stagione regolare si qualificarono per i play off scudetto le squadre classificate dal 1º al 7º posto; le squadre classificata dall'8º al 12º posto furono relegati ai play-out.

### Play off scudetto
Le squadre classificate dal 1º al 7º posto in serie A1 e la 1ª classificata di serie A2 alla fine della stagione regolare parteciparono ai play off scudetto, che si disputarono con la formula ad eliminazione diretta dei quarti di finale, semifinali e finali, al meglio di due gare su tre.
La squadra 1ª classificata al termine dei play off fu proclamata campione d'Italia.

### Play-out
Le squadre classificate dall'8º al 12º posto in serie A1 e le squadre classificate dal 2º al 4º in serie A2 alla fine della stagione regolare parteciparono ai play-out, che si disputarono con la formula ad eliminazione diretta in turno unico.

## Squadre partecipanti
| Città                  | Club                          | Palasport | Sponsor     | Stagione precedente       |
| ---------------------- | ----------------------------- | --------- | ----------- | ------------------------- |
| Bologna                | Handball Club Bologna 1969    |           |             | Serie A2 1988-1989        |
| Bressanone (BZ)        | Südtiroler Sportverein Brixen |           | Birra Forst | 2ª in Serie A1 1988-1989  |
| Città Sant'Angelo (PE) | Pallamano Città Sant'Angelo   |           |             | Serie A2 1988-1989        |
| Enna                   | Pallamano Haenna              |           |             | Serie A2 1988-1989 - Rip. |
| Gaeta (LT)             | Sporting Club Gaeta           |           | Teleinform  | 7ª in Serie A1 1988-1989  |
| Imola (BO)             | Handball Club Imola 1973      |           | Naldi       | 4ª in Serie A1 1988-1989  |
| Prato                  | Pallamano Prato               |           |             | 8ª in Serie A1 1988-1989  |
| Rimini                 | Pallamano Rimini              |           | Jomsa       | 10ª in Serie A1 1988-1989 |
| Rovereto (TN)          | Handball Club Rovereto        |           |             | 9ª in Serie A1 1988-1989  |
| Rubiera (RE)           | Pallamano Rubiera             |           | C.L.F.      | 6ª in Serie A1 1988-1989  |
| Siracusa               | Ortigia Siracusa              |           |             | Campione d'Italia         |
| Trieste                | Pallamano Trieste             |           | Cividin     | 3ª in Serie A1 1988-1989  |

## Classifica
|  | Pos. | Squadra           | Pt | G  | V  | N | S  | GF  | GS  | D    | Note                                        |
|  | ---- | ----------------- | -- | -- | -- | - | -- | --- | --- | ---- | ------------------------------------------- |
|  | 1.   | Ortigia           | 35 | 22 | 15 | 5 | 2  | 456 | 390 | +66  | Qualificato alla Coppa delle Coppe 1990-91  |
|  | 2.   | Trieste           | 34 | 22 | 15 | 4 | 3  | 490 | 436 | +54  | Qualificato alla Coppa dei Campioni 1990-91 |
|  | 3.   | Brixen            | 32 | 22 | 13 | 6 | 3  | 444 | 376 | +68  | Qualificato alla IHF Cup 1990-91            |
|  | 4.   | Rubiera           | 27 | 22 | 13 | 1 | 8  | 457 | 412 | +45  |                                             |
|  | 5.   | Gaeta             | 21 | 22 | 8  | 5 | 9  | 471 | 485 | -14  |                                             |
|  | 6.   | Bologna 1969      | 21 | 22 | 9  | 3 | 10 | 428 | 446 | -18  |                                             |
|  | 7.   | Prato             | 19 | 22 | 8  | 3 | 11 | 486 | 480 | +6   |                                             |
|  | 8.   | Città Sant'Angelo | 19 | 22 | 8  | 3 | 11 | 472 | 483 | -11  | Retrocesso in Serie A2 1990-91              |
|  | 9.   | Imola             | 18 | 22 | 7  | 4 | 11 | 456 | 473 | -17  |                                             |
|  | 10.  | Rovereto          | 17 | 22 | 8  | 1 | 13 | 447 | 466 | -19  |                                             |
|  | 11.  | Pallamano Rimini  | 11 | 22 | 5  | 1 | 16 | 441 | 499 | -58  | Retrocesso in Serie A2 1990-91              |
|  | 12.  | Haenna            | 10 | 22 | 5  | 0 | 17 | 454 | 556 | -102 |                                             |

## Play off scudetto

### Tabellone principale
|  | Quarti di finale | Quarti di finale | Quarti di finale | Quarti di finale | Quarti di finale |  |  | Semifinali | Semifinali | Semifinali | Semifinali | Semifinali |    |    | Finale | Finale  | Finale  | Finale | Finale |  |
|  |                  |                  |                  |                  |                  |  |  |            |            |            |            |            |    |    |        |         |         |        |        |  |
|  | 1                | Ortigia          | 22               | 23               | 32               |  |  |            |            |            |            |            |    |    |        |         |         |        |        |  |
|  | 1A2              | Modena           | 21               | 25               | 22               |  |  | 1          | Ortigia    | 27         | 17         | 19         |    |    |        |         |         |        |        |  |
|  | 4                | Rubiera          | 25               | 25               | 28               |  |  | 4          | Rubiera    | 22         | 24         | 17         |    |    |        |         |         |        |        |  |
|  | 5                | Gaeta            | 21               | 26               | 22               |  |  |            |            |            |            |            |    |    | 1      | Ortigia | Ortigia | 18     | 18     |  |
|  | 2                | Trieste          | 26               | 22               | 24               |  |  |            |            | 2          | Trieste    | Trieste    | 20 | 21 |        |         |         |        |        |  |
|  | 7                | Prato            | 18               | 23               | 18               |  |  | 2          | Trieste    | Trieste    | 23         | 23         |    |    |        |         |         |        |        |  |
|  | 3                | Brixen           | 19               | 18               | 24               |  |  | 3          | Brixen     | Brixen     | 21         | 18         |    |    |        |         |         |        |        |  |
|  | 6                | Bologna 1969     | 20               | 14               | 18               |  |  |            |            |            |            |            |    |    |        |         |         |        |        |  |

### Risultati

#### Quarti di finale
| Squadra 1 | Squadra 2    | Gara 1     | Gara 2  | Gara 3     |
| --------- | ------------ | ---------- | ------- | ---------- |
| Ortigia   | Modena       | Siracusa   | Modena  | Siracusa   |
| Ortigia   | Modena       | 22 - 21    | 23 - 25 | 32 - 22    |
| Rubiera   | Gaeta        | Rubiera    | Gaeta   | Rubiera    |
| Rubiera   | Gaeta        | 25 - 21    | 25 - 26 | 28 - 22    |
| Trieste   | Prato        | Trieste    | Prato   | Trieste    |
| Trieste   | Prato        | 26 - 18    | 22 - 23 | 24 - 18    |
| Brixen    | Bologna 1969 | Bressanone | Bologna | Bressanone |
| Brixen    | Bologna 1969 | 19 - 20    | 18 - 14 | 24 - 18    |

#### Semifinali
| Squadra 1 | Squadra 2 | Gara 1   | Gara 2     | Gara 3   |
| --------- | --------- | -------- | ---------- | -------- |
| Ortigia   | Rubiera   | Siracusa | Rubiera    | Siracusa |
| Ortigia   | Rubiera   | 27 - 22  | 17 - 24    | 19 - 17  |
| Trieste   | Brixen    | Trieste  | Bressanone |          |
| Trieste   | Brixen    | 23 - 21  | 23 - 18    |          |

#### Finale 1º/2º posto
| Squadra 1 | Squadra 2 | Gara 1   | Gara 2  | Gara 3 |
| --------- | --------- | -------- | ------- | ------ |
| Ortigia   | Trieste   | Siracusa | Trieste |        |
| Ortigia   | Trieste   | 18 - 20  | 18 - 21 |        |

#### Finali 3º/4º posto
| Squadra 1 | Squadra 2 | Gara 1     | Gara 2  | Gara 3     |
| --------- | --------- | ---------- | ------- | ---------- |
| Brixen    | Rubiera   | Bressanone | Rubiera | Bressanone |
| Brixen    | Rubiera   | 24 - 23    | 19 - 27 | 20 - 18    |

## Play-out
| Squadra 1         | Squadra 2   | Gara 1            | Gara 2  | Gara 3            |
| ----------------- | ----------- | ----------------- | ------- | ----------------- |
| Città Sant'Angelo | Haenna      | Città Sant'Angelo | Enna    | Città Sant'Angelo |
| Città Sant'Angelo | Haenna      | 31 - 29           | 22 - 29 | 31 - 32           |
| Rovereto          | Bozen       | Rovereto          | Bolzano | Rovereto          |
| Rovereto          | Bozen       | 12 - 13           | 24 - 13 | 26 - 22           |
| Pallamano Rimini  | Lazio       | Rimini            | Roma    | Rimini            |
| Pallamano Rimini  | Lazio       | 20 - 19           | 18 - 23 | 22 - 23           |
| Imola             | CUS Messina | Imola             | Messina |                   |
| Imola             | CUS Messina | 29 - 19           | 20 - 19 |                   |

## Campioni
| Campione d'Italia 1989-1990 |
| --------------------------- |
| Pallamano Trieste 9º titolo |